# Tom Morris, Sr.
Pour les articles homonymes, voir Tom Morris et Morris.
Tom Morris, Sr. (16 juin 1821 – 24 mai 1908), connu sous le nom de « Old Tom Morris » fut un pionnier du golf professionnel.  Il était né à St Andrews, comté de Fife, Écosse, « la Mecque » du golf où se trouve le St Andrews Old Course et il y mourut également. Son fils, Tom Morris, Jr. (décédé en 1875), mieux connu sous le sobriquet de « Jeune Tom Morris », était également un champion de golf.

## Biographie
Morris travailla comme apprenti pour le compte de Allan Robertson, généralement considéré comme le premier golfeur professionnel.  Il travailla comme greenskeeper, fabricant de clubs et architecte de parcours tout en participant à des tournois de golf.  En 1860, il termina second du premier British Open qu’il devait remporter l’année suivante.  Il remporta d’autres victoires en 1862, 1864 et 1867. À ce jour, il est encore le golfeur le plus âgé à avoir remporté cette épreuve. Il avait alors 46 ans.  Avec son fils, il fait partie du seul couple père/fils à s’être partagé les deux premières places de l’Open.
Les parcours dans le dessin ou l’aménagement desquels Morris joua un rôle comprennent Muirfield, Prestwick, Carnoustie et Rosapenna Links en Irlande.
Une rue de St Andrews porte son nom et le 18e trou de l’Old Course porte son nom en mémoire de son engagement pour le parcours et le golf en général[réf. nécessaire].
Tom Morris peut également être considéré comme le père des méthodes modernes d’entretien des parcours (ou green-keeping). Il fut le premier à mettre en œuvre le concept de traitement de surface des greens et a été le précurseur d'idées novatrices sur le gazon et gestion des parcours, y compris la gestion active des obstacles (à l’époque, les bunkers et les obstacles similaires étaient laissés largement à eux-mêmes, devenant de véritables pièges). En matière d’architecture de parcours, il normalisa les parcours à dix-huit trous (à une époque, le Old Course en comptait 23), et il créa le concept de la rosace ou chaque série de neuf trous finit à proximité du club-house. Il fut aussi le promoteur de l’idée moderne selon laquelle les obstacles doivent être placés de façon que la balle puisse les contourner.  Avant cela, les obstacles étaient conçus façon telle qu’il fallait obligatoirement faire passer la balle au-dessus ou étaient placés pour pénaliser une balle rebelle.